# 盧卡·布雷塞爾
盧卡·布雷塞爾（荷蘭語：Luca Brecel，發音：[ˈlukaː breːˈsɛl]；1995年3月8日—），是比利時職業司諾克選手，四次積分排名賽冠軍。他在14歲時贏得了歐洲U-19的冠軍，随后于2012年世界錦標賽資格賽出线，成為在克魯西布劇院出场的最年輕球員。他在2016年德國大師賽首次进入决赛，9-5负于馬丁·古爾德。第二年，他在2017年中國錦標賽決賽中擊敗了肖恩·墨菲，成為第一位获得排名赛冠军的欧洲大陆球员。
在2023年世界司諾克錦標賽，布雷塞爾在連續五年止步第一輪後首次晉級第二輪，在此之後接連擊敗馬克·威廉斯及羅尼·奧沙利文等強敵，並最終在決賽中以18–15戰勝马克·塞尔比獲得冠軍。